# Карт, Ричард Д’Ойли
Ричард Д’Ойли Карт (англ. Richard D’Oyly Carte, 3 мая 1844, Лондон — 3 апреля 1901, там же) — английский театральный антрепренёр викторианской эпохи, композитор и владелец отеля.
Родился в семье флейтиста Ричарда Карта (1808 – 1891).
Карт считал, что школа благотворной, хорошо продуманной, семейно-дружелюбной английской комической оперы может быть столь же популярной как и рискованные французские оперетты, занявшие доминирующее положение на лондонской музыкально-театральной сцене в начале 1870-х годов. С этой целью он объединил драматурга Уильяма Гилберта и композитора Артура Салливана, и вместе со своей женой, Хелен Карт, всячески поддерживал их сотрудничество в работе над рядом опер. 
Карт основал оперную труппу, названную его именем (D’Oyly Carte Opera Company), просуществовавшую непрерывно более ста лет, построил в Лондоне самый современный для того времени театр Савой для исполнения прежде всего опер Гилберта и Салливана, Королевский театр английской оперы (ныне - Дворцовый театр, Palace Theatre), который намеревался стать приютом новой школы английской большой оперы, однако эта цель не была реализована, за исключением постановки «Айвенго», единственной большой оперы Салливана. Более того, Карт построил отель «Савой» и приобрел несколько других роскошных отелей, а также основал театральное агентство, представляющее некоторых выдающихся артистов.

## Основные сочинения
Оперетты
- Dr. Ambrosius – His Secret (1868)
- Marie (1871)
- Happy Hampstead (1876), на либретто Ф. Деспеза

Песни
- «Come Back to Me», слова и музыка Карта[8]
- «Diamond Eyes»
- «The Maiden's Watch»
- «The Mountain Boy», sung by Florence Lancia
- «Pourquoi?»,  chansonette, посвящена Селине Доларо
- «Questions», на слова Ф. Деспеза
- «The Setting Sun», с облигатной партией флейты[9]
- «Stars of the Summer Night», серенада, на стихи Г. У. Лонгфелло
- «Twilight», canzonet
- «Waiting», на слова А. Э. Проктер.[10]
- «Wake, Sweet Bird», с облигатной партией флейты[9]
- «Why so pale and wan, fond lover»